# Bohúňovo
Bohúňovo, ungarisch Lekenye (bis 1948 slowakisch „Lekeňa“) ist eine Gemeinde im Osten der Slowakei mit 266 Einwohnern (Stand 31. Dezember 2024), die zum Okres Rožňava, einem Teil des Košický kraj, gehört.

## Geographie
Die Gemeinde befindet sich am Übergang vom Talkessel Rimavská kotlina (Teil der größeren Einheit Juhoslovenská kotlina) in den Slowakischen Karst, am linken Ufer der Slaná. Das Ortszentrum liegt auf einer Höhe von 201 m n.m. und ist 12 Kilometer von Tornaľa sowie 22 Kilometer von Rožňava entfernt.
Zur Gemeinde gehört auch der 1924 eingemeindete Ort Tiba (ungarisch Sajótiba) südwestlich des Hauptortes.
Nachbargemeinden sind Gemerská Hôrka und Plešivec im Norden, Ardovo im Nordosten, Dlhá Ves im Osten, Čoltovo im Süden, Bretka im Südwesten und Meliata im Westen.

## Geschichte

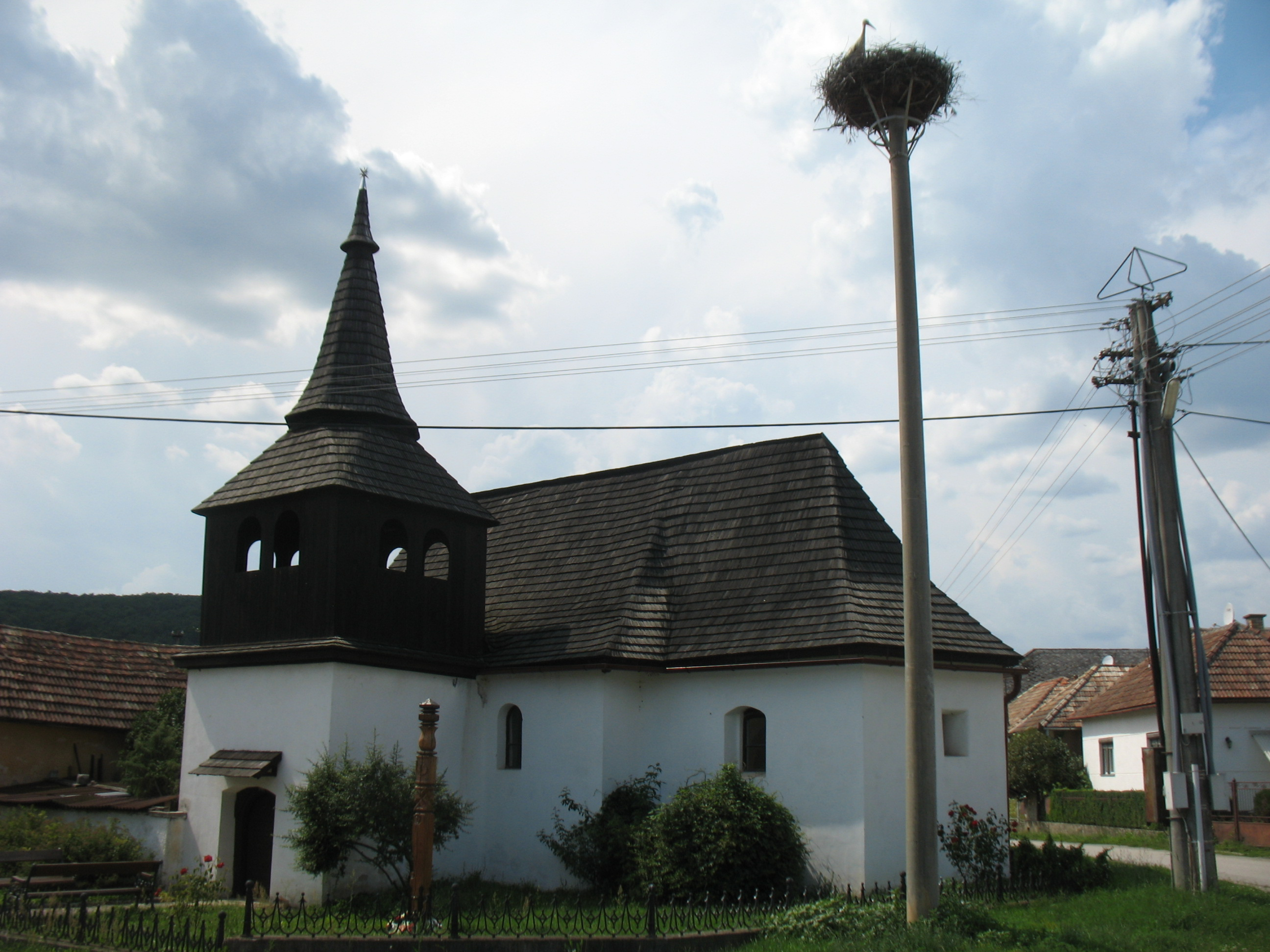
Reformierte Kirche

Bohúňovo wurde zum ersten Mal 1243 als Lokuna schriftlich erwähnt, weitere historische Bezeichnungen sind unter anderen Lekyne beziehungsweise Lekune (1318), Leklene (1320) und Lekene (1336). Das Dorf war Besitz des Geschlechts Bebek, das es im Jahr 1243 als Lehen vom König Béla IV. erhielt, somit ist der Ort älteren Ursprungs. Im 15. Jahrhundert gehörten die Ortsgüter dem Geschlecht Forgách, das hier 13 Porta besaß, ab dem 16. Jahrhundert wechselten sich mehrere Besitzer. In der Zeit der Türkenkriege flüchteten die Einwohner vor türkischen Überfällen, eine weitere Fluchtwelle verursachte eine Pestepidemie in den Jahren 1739 und 1740. 1828 zählte man 45 Häuser und 324 Einwohner, die als Fuhrmänner, Köhler, Landwirte und Viehhalter, im 19. und 20. Jahrhundert auch als Maurer beschäftigt waren.
Bis 1918/1919 gehörte der im Komitat Gemer und Kleinhont liegende Ort zum Königreich Ungarn und kam danach zur Tschechoslowakei beziehungsweise heute Slowakei. 1938 bis 1944 war er auf Grund des Ersten Wiener Schiedsspruchs noch einmal Teil Ungarns.
1948 erhielt der bis dahin Lekeňa genannte Ort den offiziellen Namen Bohúňovo, nach dem slowakischen Maler Peter Michal Bohúň (1822–1879), der einen Teil seiner Ausbildung am Gymnasium im benachbarten Ort Gemerská Hôrka erhielt.

## Bevölkerung
| Jahr                | 1994 | 2004    | 2014     | 2024    |
| ------------------- | ---- | ------- | -------- | ------- |
| Anzahl der Personen | 333  | 323     | 275      | 266     |
| Unterschied         |      | −3,00 % | −14,86 % | −3,27 % |

| Jahr                | 2023 | 2024    |
| ------------------- | ---- | ------- |
| Anzahl der Personen | 268  | 266     |
| Unterschied         |      | −0,74 % |

Nach der Volkszählung 2011 wohnten in Bohúňovo 296 Einwohner, davon 246 Magyaren, 44 Slowaken sowie jeweils zwei Mährer und Roma. Zwei Einwohner machten keine Angabe zur Ethnie.
93 Einwohner bekannten sich zur römisch-katholischen Kirche, 88 Einwohner zur Evangelischen Kirche A. B., 60 Einwohner zur reformierten Kirche, sieben Einwohner zur evangelisch-methodistischen Kirche, sechs Einwohner zur griechisch-katholischen Kirche, zwei Einwohner zu den Zeugen Jehovas und ein Einwohner zu den christlichen Gemeinden. 27 Einwohner waren konfessionslos und bei 11 Einwohnern wurde die Konfession nicht ermittelt.

## Baudenkmäler

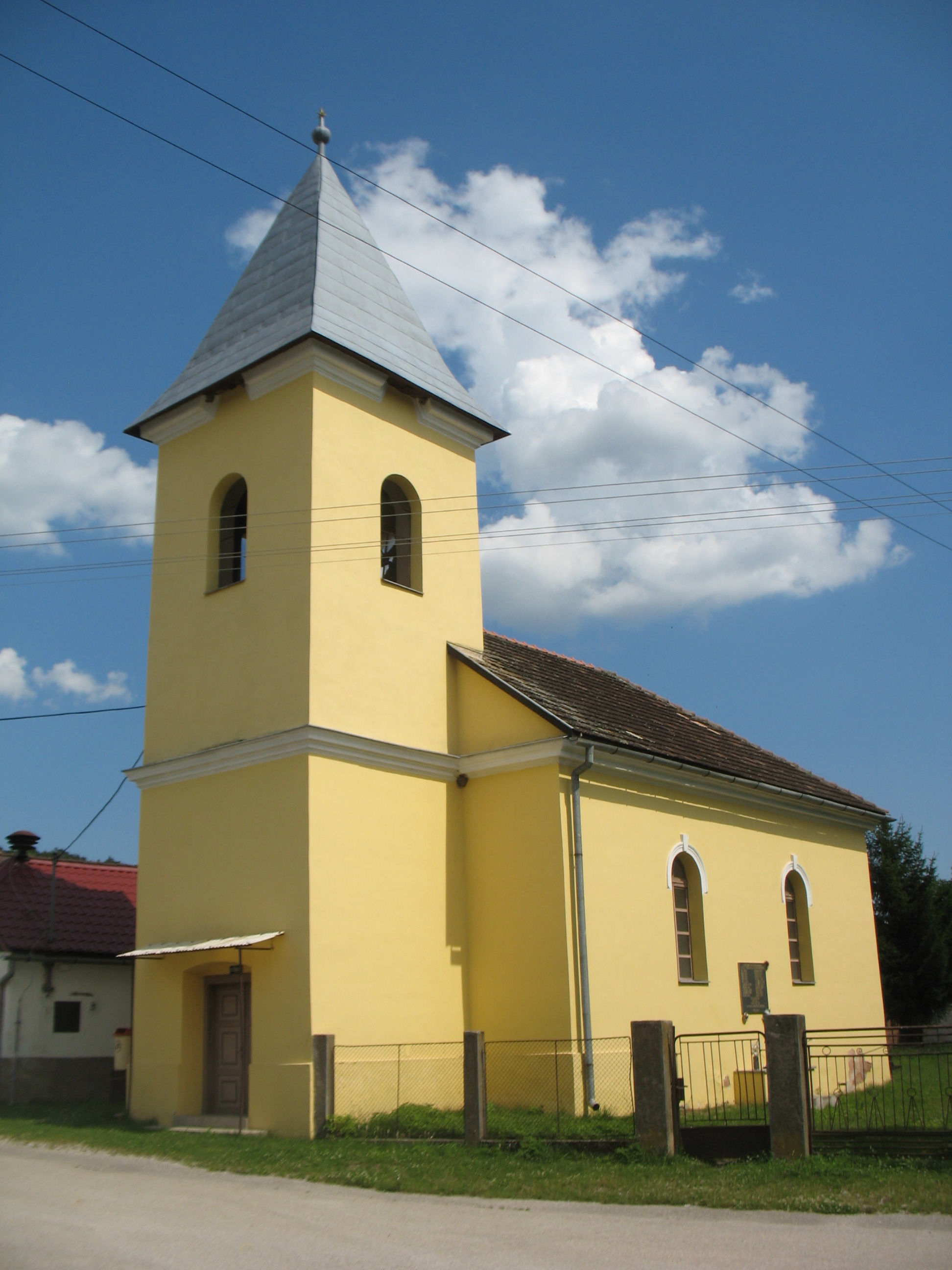
Evangelische Kirche

- reformierte (calvinistische) Kirche, ein ursprünglich spätgotischer Sakralbau aus dem 15. Jahrhundert[6]
- evangelische Kirche aus dem Jahr 1902

## Verkehr
Durch Čoltovo führt die Straße 1. Ordnung 16 zwischen Rimavská Sobota und Rožňava. Die Haltestelle Bohúňovo an der Bahnstrecke Bánréve–Dobšiná wird seit 2013 nicht mehr angefahren, die nächsten Bahnhöfe mit regelmäßigem Personenverkehr sind in Tornaľa und Plešivec.

## Söhne und Töchter der Gemeinde
- Takács András (* 1931, geb. im Ortsteil Tiba), Choreograph und Sammler von ungarischen Volkstänzen